# Auricularia americana
Espèce
Auricularia americana est une espèce de champignons (Eumycète) de la famille des Auriculariaceae.